# Trentski Pelc
Trentski Pelc (2116 m) je izrazit gorski vrh na skrajnem vzhodnem robu skupine Jalovca.
Nahaja se v grebenu Veverice ali severovzhodnem grebenu mogočnega Bavškega Grintavca (2347 m). Slednji in Trentski Pelc tvorita skupaj z bližnjim grebenom Pelcev najlepši del južne skupine Jalovca. Še jugozahodni sosed Trentskega Pelca Srebrnjak (2100 m) mu je le v zvesto dopolnilo. Trentski Pelc iz Spodnje Trente (522 m) izgleda s svojimi visokimi pobočji kot ponosna gora, nad Zadnjo Trento (900 m) pa kraljuje z nad 500 m visoko severno steno. Z vrha se vidi Triglavsko pogorje (2864 m), skupina Škrlatice (2740 m), Krnsko pogorje (2244 m), skupina Razorja (2601 m) in Prisanka (ali Prisojnika) (2547 m), Kaninsko pogorje (2587 m), skupina Mangarta (2678 m) in veriga Ponc (2274 m) ter skupina Jalovca (2645 m)

## Greben Veverice
V okolici Trentskega Pelca sta dva grebena. To sta greben Pelcev in greben Veverice. Greben Pelcev se nahaja na drugi strani doline, slednji pa se razteza od samega vrha proti severovzhodu čez Vratca (1900 m) in Plešivec (2008 m) ter se konča na neimenovanem vrhu K1894 (1903 m). Veverica je lahko tudi kolektivno ime za omenjene vrhove. Pod grebenom se nahajajo Larcov žleb, Jurcov žleb, Lončičev žleb, Kverhov žleb in Klomski žleb. Prečkamo jih, če smo na vrhove namenjeni po plezalnih smereh.

## Greben Pelcev
Greben Pelcev nima povezave s Trentskim Pelcem, čeprav ima ustrezni ime. Opisan vrh stoji med Zadnjo Trento in Trento (624 m), greben Pelcev pa med Zadnjo Trento in Bavšico (698 m). Greben ima pet vrhov. To so Pelc za Rušo (2133 m), Zadnji Pelc (2315 m), Srednji Pelc (2338 m), Veliki Pelc (2388 m) in najvišji Pelc nad Klonicami (2442 m).

## Seznam dostopov
Trentski Pelc ni ravno lahka gora. v Zadnjo Trento pada z dokaj strmo, na nekaterih mestih celo navpično steno, zato je vrh iz severa dostopen samo plezalcem. Na južno stran pada z nekoliko strmimi pobočji, vendar imamo iz Spodnje Trente speljane neoznačene planinske poti do lovske koče na Starem Utru (1581 m), od nje pa je do vrha brezpotje.

### Neoznačene poti in brezpotja
Označenih dostopov na vrh nimamo. Edine neoznačene dostope na vrh imamo iz Spodnje Trente. Lahko vrh dosežemo tudi po brezpotju iz Trente, vendar je slednji od prejšnih precej bolj orientacijsko zapleten. na poti iz Spodnje Trente imamo kar 6 možnosti za vzpon. Lahko gremo do koče po stezi ali stari italijanski vojaški cesti čez Novo Utro in od tam proti vrhu, če pa bi radi vrh najhiteje možno dosegli gremo čez Novo Utro in se med potjo odcepimo ter nadaljujemo po Smeri z vzhoda, po jugozahodnih pobočjih ali do Ribežnov, širokega gorskega prevala med bližnjim Srebrnjakom in od tam nadaljujemo naravnost proti vrhu. 
Edino brezpotje do vrha vodi iz Trente in sicer skozi Končarjev žleb do lovske koče na Starem Utru in od tam proti vrhu. Seveda lahko vrh osvojimo po drugih brezpotjih, vendar je slednji najbolj znan bretpotni dostop na vrh.Težavnost plezalnih smeri, neoznačenih poti in brezpotij je urejena po alpinistični lestvici UIAA.
| Izhodišče in pot                                                       | Čas vzpona | Višinska razlika | Težavnost                            |
| ---------------------------------------------------------------------- | ---------- | ---------------- | ------------------------------------ |
| Trenta, 624 m (skozi Končarjev žleb)                                   | 7h ¾       | 1492 m           | Zelo zahtevno brezpotje (II)         |
| Spodnja Trenta (522 m)                                                 | 6h ⅓       | 1594 m           | Zahtevna neoznačena steza (I-II)     |
| Spodnja Trenta, 522 m (čez Vratca, 1900 m)                             | 6h ¾       | 1594 m           | Zelo zahtevna neoznačena pot (II)    |
| Spodnja Trenta, 522 m (čez Novo Utro in po Smeri z vzhoda)             | 6h ½       | 1594 m           | Delno zahtevno brezpotje (I)         |
| Spodnja Trenta, 522 m (čez Novo Utro in proti vrhu)                    | 5h ¼       | 1594 m           | Zahtevna neoznačena pot (II/I-II)    |
| Spodnja Trenta, 522 m (čež Novo Utro in Ribežne)                       | 6h ⅔       | 1594 m           | Zelo zahtevna neoznačena pot (II/I)  |
| Spodnja Trenta, 522 m (čez Novo Utro in po jugozahodnih pobočjih gore) | 6h ¼       | 1594 m           | Delno zahtevna neoznačena pot (I-II) |

### Plezalne smeri
Trentski Pelc ima dve steni. To sta severna in severozahodna. Obedve sta zelo zračni in izpostavljeni, zaradi tega imata vsaka veliko speljanih plezalnih smeri. Vsaka smer je zelo slikovita, ker je obrnjena proti osrednji skupini Jalovca (2645 m). Pogled imamo tudi proti grebenu Pelcev na drugi strani doline ter na najvišjega in najbolj izstopajočega Pelca nad Klonicami.
17. Trentarska smer (V/III-IV), 6h ½, 1.P: Milan Velikonja in Mirjam Bizjak (1983)
18. Pripravniška smer (V), 7h, 1.P: Miroslav Svetič - Slavc (1982)
19. Smer Krušič - Oman (V/III-IV), 6h, 1.P: Janez Krušič in Jože Oman (1967)
20. Smer Perko - Zaletel (IV/III), 4h, 1.P: Majan Perko in Alojz Zaletel (1949)
21. Avrikelj (V/IV), 5h, 1.P: Marko Gasparič in Milan Velikonja (1981)
22. Severni raz (IV/III), 5h, 1.P: Janez Rupar in Vladimir Schlamberger-Vako (1971)
23. Centralna smer (V+/III-V), 5h, 1.P: Blaž Grapar in Roman Strmšek (2016)
23.1. Rašiška poka (VII/III-IV), 5h ¼, 1.P: Aleš Bardofer in Janez Kekec (2014)
24. Direktna smer (IV/III), 4h, 1.P: Andrej Mahle in Majan Perko (1952)
25. Severozahodni raz (IV/III), 4h, 1.P: Lojze Hrašovec in Slavko Jenko (1949)
25.1. ROF - Rašiški outdoor festival (V/IV), 4h ½, 1.P: Blaž Grapar in Gregor Sluga (2016)

## Razgledi
Trentski Pelc je razgeden vrh. Iz njega imamo širen pogled na:

### Jug
- Bavški Grintavec (2347 m), Srebrnjak (2100 m), Črni vrh (1544 m), Krn (2244 m), Bogatin (1977 m), Mahavšček (ali Veliki Bogatin) (2008 m), Plaski Vogel (2349 m).

### Vzhod
- Veliko Špičje (2398 m), Malo Špičje (2312 m), Kanjavec (2568 m), Triglav (2864 m), Begunjski vrh (2461 m), Pihavec (2419 m), Bovški Gamsovec (2391 m), Stenar (2501 m), Goličica (2102 m), Planja (2447 m).

### Sever
- Razor (2601 m), Škrlatica (2740 m), Velika (Martuljška) Ponca (2602 m), Prisank - Prisojnik (2547 m), Vršič - prelaz (1611 m), Mojstrovka - Mala Mojstrovka (2332 m), Velika Mojstrovka (2366 m), Zadnja Mojstrovka (2354 m), Travnik (2378 m), Šite (2305 m), Kotova špica (2376 m), Jalovec (2645 m), Veliki Ozebnik (2480 m), Greben Pelcev - Pelc nad Klonicami (2442 m), Veliki Pelc (2388 m), Srednji Pelc (2338 m), Zadnji Pelc (2315 m), Pelc za Rušo (2133 m).

### Zahod
- Morež (2251 m), Briceljk (2343 m), Kanin/M. Canin - Velika Črnelska špica/Cima Confine (2332 m), Prestreljenik/M. Prestelenig (2498 m), Visoki Kanin/M. Canin Alto (2587 m), Mali Kanin/M. Canin Basso (2570 m).

## Zemljevidi
Bovec - Trenta, Sidarta, 1:25 000
Triglav, Sidarta, 1:25 000
Jalovec in Mangart, PZS, 1:25 000